# Mina interpretata da Mina
Mina interpretata da Mina è una compilation della cantante italiana Mina, pubblicata dall'etichetta discografica Italdisc nel 1965.

## Storia
Venne pubblicata dalla Italdisc dopo lo scioglimento del contratto con Mina; contiene tutti brani già pubblicati e la scaletta è molto simile a quella della precedente raccolta, Mina Nº 7. Fa parte della  serie "Niagara" al n. 36. Tutte le canzoni sono eseguite in italiano, eccetto Qué no, qué no!, il cui testo esiste solo in spagnolo.
Anch'essa è catalogata tra gli album nella discografia sul sito ufficiale dell'artista.

## Copertina
Nella grafica Mina ha un vestito curiosamente simile a quello utilizzato in una differente fotografia per la copertina ufficiale del singolo Le tue mani/Il tempo, pubblicato a febbraio 1962. L'ordine dei titoli sulla copertina e sul sito ufficiale non riportano la sequenza corretta dei brani presenti sul disco.

## Tracce
Lato A
1. Rapsodie[1] (Rhapsodie) – 2:21 – da Mina Nº 7, 1964
2. Si, lo so (Heißer Sand) – 3:02 – da Stessa spiaggia, stesso mare, 1963
3. Mi guardano – 2:44 – da Stessa spiaggia, stesso mare, 1963
4. Vola vola da me – 2:18 – da Renato, 1962
5. Sciummo – 2:45 – da Moliendo café, 1962
6. Ollallà, Gigì – 2:14 – da Stessa spiaggia, stesso mare, 1963
7. Giochi d'ombre – 2:51 – da Moliendo café, 1962
8. Stranger Boy – 3:01 – da Stessa spiaggia, stesso mare, 1963
9. Il palloncino – 2:07 – da Moliendo café, 1962
10. Un tale – 3:27 – da Renato, 1962

Lato B
1. 'Na sera 'e maggio – 3:17 – da Due note, 1961
2. Dindi – 2:51 – da Stessa spiaggia, stesso mare, 1963
3. Amore di tabacco – 1:57 – da Mina Nº 7, 1964
4. Qué no, qué no! – 1:47 – da Stessa spiaggia, stesso mare, 1963
5. Piano – 3:03 – da Due note, 1961
6. Il soldato Giò – 2:04 – da Renato, 1962
7. Non sei felice – 2:18 – Tintarella di luna, 1960
8. Confidenziale – 2:42 – da Due note, 1961
9. Chopin cha cha – 2:13 – da Renato, 1962
10. Il tempo – 2:37 – da Moliendo café, 1962